# Прапор і герб кантону Базель-Ланд
Герб кантону Базель-Ланд — базельштаб, що являє собою червону патерицю, спрямовану праворуч (геральдично ліворуч) на білому (геральдично: срібному) полі. Три поперечні балки переривають цю патерицю, яка у верхній частині містить сім так званих пухирців (крапок), розширюється донизу і закінчується трьома зубцями. Кольори кантону — білий і червоний.
Герб відповідає міському гербу міста Лісталь, зменшеному по краях червоного щита, існує в сучасному вигляді з 1834 року і є офіційним з 1947 року.

## Герб
Офіційний опис герба кантону Базель-Ланд з 1948 року такий:
Герб кантону складається з червоної єпископської патериці, яка, якщо дивитися з точки зору спостерігача, повернена вправо, з сімома пухирцями на вигнутому навершші. Патериця лежить у срібному полі, що облямоване чорним кольором.
Герб за Мюлеманом (1977):
На срібному тлі червона єпископська патериця (базельштаб), повернена вліво, з сімома червоними пухирцями (готичними прикрасами) на навершші.
Прапор і герб ідентичні. Кінчик завжди розташований зверху та навпроти древка, тобто повернутий ліворуч у геральдичному значенні.

## Історія
Базельштаб — це стилізована копія єпископської патериця. Єпископська патериця з'являється ще в 1100 році на тонкому пенні, викарбуваному в Базелі. Геральдична форма, що звужується до трьох кінців внизу, вперше з'являється в такому вигляді на стеблері (Stäbler), срібній монеті вартістю півпення, що карбувалась містом за власним законом про карбування монет приблизно з 1370 року. Ян В'єнський (правив 1365—1382) був першим єпископом, який використав базельштаб у другому гербі поруч із гербом своєї родини на своїй печатці.
З XV століття єпископи Базеля також використовували базельштаб у своєму гербі. Не пізніше кінця XV століття, на відміну від герба князівства Базель, на якому єпископська патериця була зображена червоною на срібному тлі, був створений герб міста Базель, який після вступу до Конфедерації в 1501 році став також гербом кантону Базель як кантону Конфедерації, а сьогодні є гербом кантону Базель-Штадт.
Коли в 1832 році кантон Базель-Ландшафт відокремився від міста, довелося замислитися над новим гербом. У 1834 році герб міста Лісталь був прийнятий як герб кантону, але без товстої червоної облямівки (краю щита). Герб округу Лісталь задокументований з XVI століття, проте в хроніці Штумпфа 1548 року без пухирців, а в базельській хроніці Вурстізена 1580 року з шістьма пухирцями. На зображеннях герба з ХІХ століття замість пухирців часто можна побачити крапки або кульки, що вільно плавають навколо навершя. Найдавнішим свідченням існування цих пухирців є міська печатка Лісталя, задокументована з 1407 року (хоча деякі автори припускають, що сама печатка датується ще кінцем XIV століття).
За даними Гейца (1964), кількість пухирців коливається від чотирьох (XIV століття), п'яти (початок XV століття), шести (середина XVI століття) і, нарешті, семи (XVIII століття). У XVI столітті існував також альтернативний герб для містечка Лісталь (на відміну від округу Лісталь), за Якобом Ріттером, пастором Лісталя (1570—1611): над зеленою тригорою у сріблі два схрещені золоті свічники з червоними полум'ям. Червоний Ббазельштаб із сімома пухирцями на місцевому діалекті також називається Siebedupf.
До 1832 року регіональним прапором був прапор Базель-Штадту, але того ж року будь-який символ чорного жезла Базель-Штадту, що знаходився на громадських чи приватних будівлях, був видалений, а коли кантон Базель був розділений на дві окремі одиниці в 1833 році, кантон Базель-Ландшафт перейняв патерицю, що була на гербі міста Лісталь. Прапор Лісталя в 1833 році перейняв цей самий жезл Базеля, прикрашений сімома маленькими пухирцями. Жезл був оточений червоною рамкою, що проходила вздовж країв герба але від цього швидко відмовилися, щоб чітко відрізнити кантон від міста. Влітку 1834 року прапор став офіційним за декретом Виконавчої ради.
Сім пухирців символізують сім сільських округів, які повстали, щоб утворити новий кантон. Цими сімома округами на той час були Бірсегг, Фарнсбург, Хомбург, Лісталь, Менхенштайн, Рамштайн та Вайденбург. Вони також можуть стосуватися семи лідерів, засуджених до смерті під час Селянської війни 1653 року.
В офіційному гербовому довіднику Федеральної канцелярії від 1948 року ще існувала думка, що навершя базельської патериці на прапорі, всупереч його розташуванню на гербі, повернуте в бік флагштока. Це ніколи не відповідало практиці в самому кантоні, і в регламенті прапорів швейцарської армії 2007 року тепер також чітко вказано, що навершя має бути відвернене від флагштока, тобто геральдично вліво. При виборі герба в 1833/4 році відокремлений напівкантон свідомо зобразив базельський жезл геральдично «перевернутим», ймовірно, як вираз наміру «повернутися спиною» до колишнього суверена.
Щоб уникнути плутанини, 1921 року місто Лісталь змінило свій герб, пропустивши рамку відповідно до міської печатки та залишивши нижню половину герба повністю червоною. У 1947 році кантональний уряд Базель-Ланду затвердив спрощену версію герба, розроблену лістальським художником і графіком Отто Платтнером (1886—1951) та виконану Альбертом Центнером.
З 1834 по 1998 рік дві форми Базельштабу також зображувалися поруч на гербі двох напівкантонів федерального кантону Базель; з 1999 року позначення «напівкантон» більше не є офіційним, і колишні напівкантони з того часу офіційно називаються кантонами. Прапор двох Базелів використовується деякими громадянами, які бажають знову об'єднати два кантони. Під час голосування щодо можливого об'єднання 28 вересня 2014 року цей прапор часто використовувався в політичній кампанії прихильників об'єднання. 7 грудня 1969 року було організовано перше подібне голосування і, як і в 2014 році, громадяни Базель-Шдадту схвалили злиття, тоді як громадяни Базель-Ланду відхилили його. Іноді під час урочистих заходів прапор двох Базелів, як і прапор двох Аппенцеллів або Унтервальда, використовується для представлення колишніх напівкантонів.
Герби обох Базелів видно лише в одному місці, і не в значній мірі, на федеральній печатці. У 1848 році Фрідріху Аберлі, синові Йоганна Аберлі, було доручено внести зміни до Великої федеральної печатки, створеної в 1815 році його батьком. Уряд доручив йому для Великої печатки об'єднати герб Базель-Ланду з гербом Базель-Штадту.
Геральдичний опис: «Розділений на дві частини: перша частина — місто Базель, друга частина — Базельська сільська область».
Патериця Базель-Штадту завжди знаходиться ближче до древка, оскільки кантон має перевагу над кантоном Базель-Ланду.

## Інші вексилологічні та геральдичні зображення
Прапор також випускається у вигляді орифлами, з хвостом або з плоскою основою. Прапор-орифлама кантонів, на якому у верхній частині зображено прапор кантону, а в нижній частині — кольори кантону, називається «повним» прапором.
Герб можна знайти на задніх номерних знаках транспортних засобів, зареєстрованих у кантоні Базель-Ланд.

## Галерея

Прапор Базельського князь-єпископства
Герб Базельського князь-єпископства (~999–1803)
Прапор Базель і кантону Базель-Штадт
Герб міста Базель і кантону Базель-Штадт
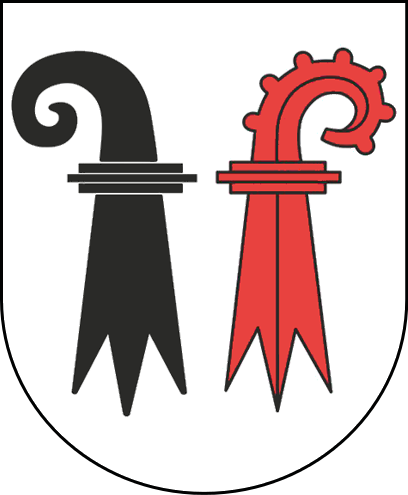
Герб двох Базелів
Повний прапор Базель-Ланду
Повний прапор обох Базелів
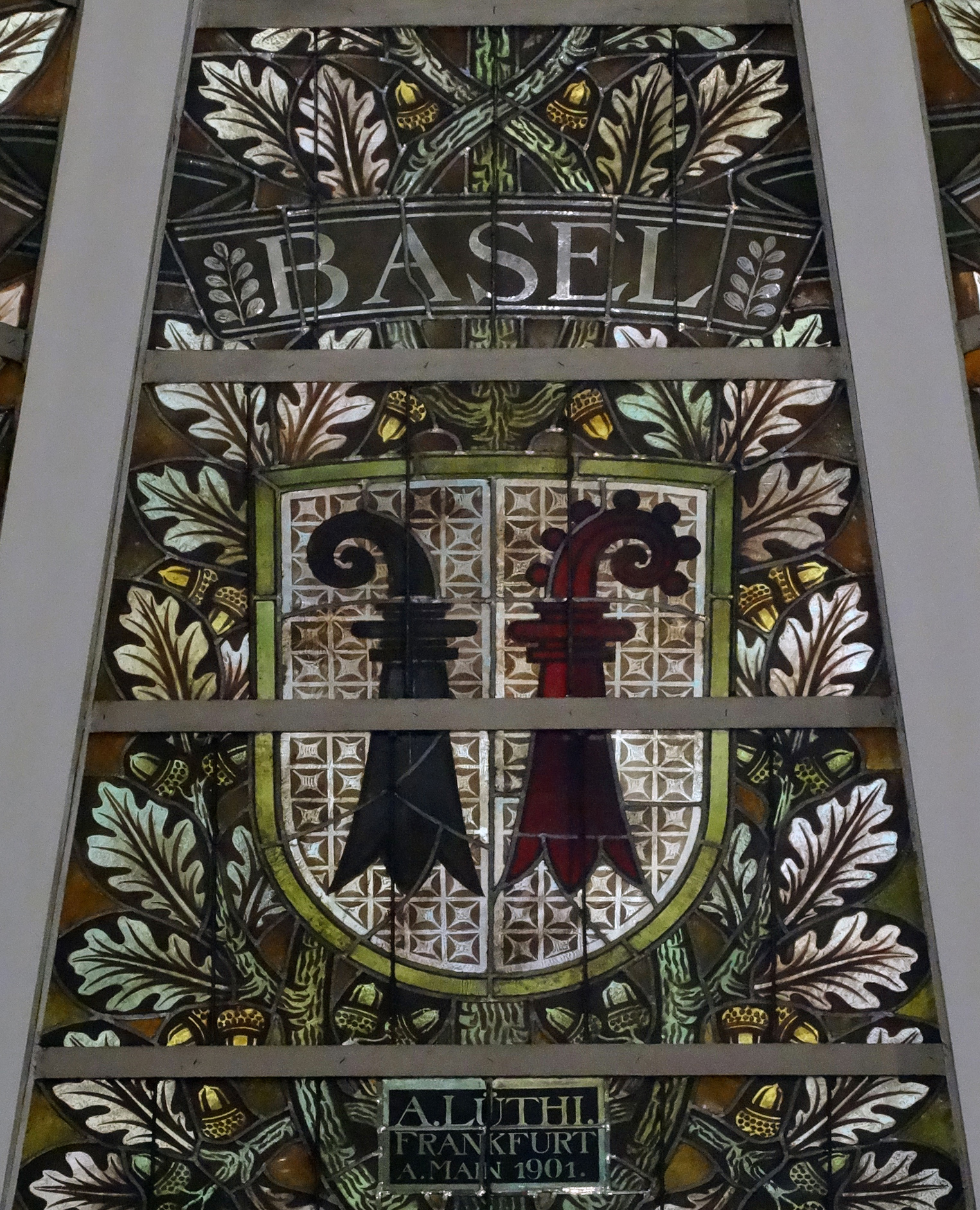
Вітраж із гербами двох Базелів на куполі Федерального палацу
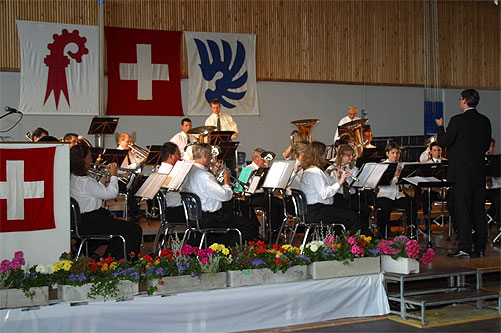
Кантональний, швейцарський та арлесхаймський прапори під час муніципальної демонстрації
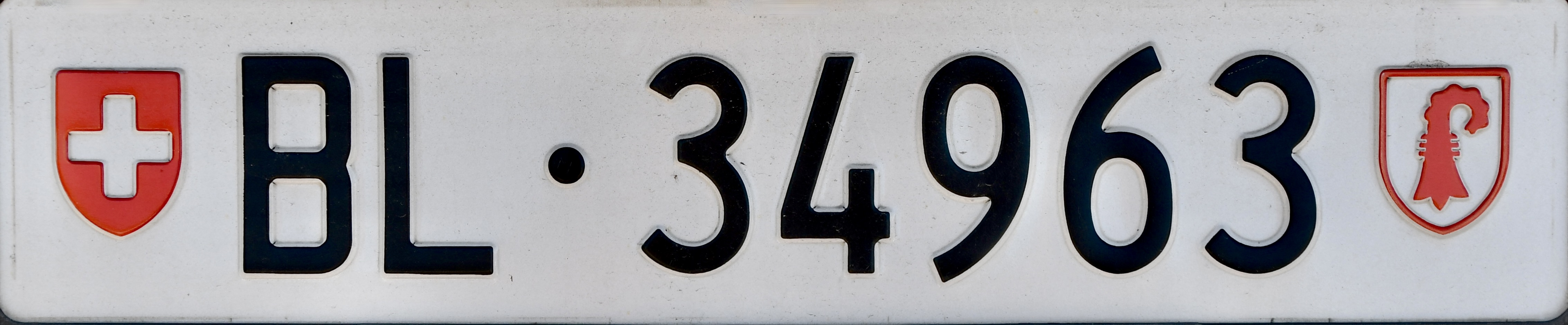
Задній номерний знак Базель-Ланду